# イシワ谷
イシワ谷（いしわたに）は、富山県黒部市を流れる黒部川の支流。

## 特徴
烏帽子山を源流としてそのまま急斜面を下っていき黒部川に合流する。
流域において黒褐色の堆積岩の一種である十字石が多く産出する。イシワ谷は1965（昭和40）年に県指定天然記念物に指定されている。
沢登りの対象として登られることは少ないが、流域に五千の滝という落差10mの滝などがあり、十分沢登りを楽しめる。
イシワ谷は富山県道14号の宇奈月トンネル及び富山地方鉄道本線のトンネルの上流側出口となっている。

## 自然
流域はトチノキやケヤキといった落葉樹が多く見られる黒部峡谷に典型的な植生である。秋には紅葉を見るために多くの人が訪れる。

## 交通
富山地方鉄道本線宇奈月温泉駅で下車。